# Chris Cockrell
Chris (Vic Du Monte) Cockrell is een Amerikaans muzikant. Cockrell is het bekendst als bassist van de band Kyuss. Hij is een muzikant uit de Palm Desert Scene.

## Biografie
Cockrell begon als bassist in de band Sons of Kyuss. Met deze band nam hij een demo en een album op.
Na het vertrek uit Kyuss startte hij eerst de band Evolution's End. Met deze band heeft hij enkele demo's uitgebracht. Hierna richtte hij de band Solarfeast op met drummer Tony Tornay. Met deze band brachten ze één album Gossamer uit. dit album is geproduceerd door Brant Bjork. Hij was ook een bekende tijdens de "generator party's", waarmee Kyuss mee bekend is geworden.
In 2005 startte hij de band Vic du Monte's idiot prayer. Met deze band nam hij één album, Prey for the City, op. Na een tour stopte de band te bestaan.
Eind 2005 begon hij de band Vic du Monte's Persona Non Grata met Dooman, Childs en Hernández. In 2005 kwam het album Vic du Monte's Persona Non Grata uit. In 2009 het album Autoblond en in 2010 het album Barons & Bankers. Ze namen in 2009 met de band Re Dinamite het splitalbum Split Connection Vol.1 op.
In 2013 werkte Cockrell mee aan het album Peace van de band Vista Chino.
De bijnaam van Cockrell is Vic Du Monte. Mario Lalli gaf hem deze bijnaam toen Cockrell in de band Solarfeast zat

## Discografie
| Jaar | Titel                              | Bijdrage       |
| ---- | ---------------------------------- | -------------- |
| 1989 | Sons of Kyuss (demo)               | basgitaar      |
| 1990 | Sons of Kyuss (ep)                 | basgitaar      |
| 1995 | "Gossamer"                         | gitaar en zang |
| 2005 | "Prey for the City"                | zang           |
| 2005 | "Vic du Monte's Persona Non Grata" | zang           |
| 2009 | "Autoblond"                        | zang           |
| 2009 | "Split Connection Vol.1"           | zang           |
| 2010 | "Barons & Bankers"                 | zang           |
| 2013 | "Peace"                            | harmonica      |